# Zall Dardhë
Zall Dardhë là một xã trong quận Dibër thuộc hạt Dibër, Albania. Dân số năm 2005 là 2169 người.